# Južni veliki tihooceanski otok smeća
Južni veliki tihooceanski otok smeća (otok, mrlja, nakupina, oblak), velika površina Tihog oceana čijom površinom pluta cjelovita nakupina smeća, ponajviše plastičnog otpada. 

## Povijest
Otkrio ju je 2017. godine Charles Moore u polugodišnjoj ekspediciji na Tihom oceanu, između obala Čilea i Uskršnjih otoka. Površina nerazgradive sitne plastike je milijun kilometara četvornih. Proteže se i u dubinu.
Nastaje zbog kružnih oceanskih struja nastalih utjecajem vjetrova, rotacije planeta Zemlje i kopnene mase. Zbog nagomilavanja smeća u tim područjima otoci koji se nađu na putu toj masu protiv svoje volje postaju spremnici svjetskog smeća. Oblikovao se unutar Južnopacifičkoga oceanskog vrtloga.
Oblik je permanentnog neplaniranog antropogenog štetnog djelovanja na prirodni okoliš. Obuhvaća stalno brzo rastuću površinu. Prostire se istočnim južnim Tihim oceanom. Većinu tog otpada čine potrošni, odbačeni ili izgubljeni dijelovi ribolovnog alata, mreža i konopa, korišteni u legalnom i često u ilegalnom ribolovu. Posljedica nakupina oog smeća na godišnjoj razini je smrt više od 100 tisuća kitova, dupina i tuljana, rastući broj mrtvih morskih ptica i ostalih životinja koje u trbuhu imaju puno malih komada plastike koje su instinktivno pojele misleći da je to hrana, ali upravo od toga umiru ili se zapetljaju i uguše. U organizme uđu i u sitni komadi mikroplastike prirodnim jedenjem ili disanjem, mimo volje konzumenata. Projektima uklanjanja otoka nastoji se ukloniti velike komade plastike, sprječavajući tako nastanak opasnije mikroplastike koju je teško ukloniti iz organizma. Južni se od sjevernog Velikog otoka smeća razlikuje sadržajem. Plastika do južne nakupine, koju nalaznik Moore naziva oblakom zbog mnoštva sitnih čestica, prolazi duži put zbog čega se više usitnjava. Zbog te usitnjenosti na sitne komadiće teško je uklonjiva pa je još opasnija.

Jedan je od pet odobalnih zona nagomilavanja plastike u svjetskim oceanima. Procjenjuje se da se godišnje u oceane iz rijeka izlijeva od 1,15 do 2,41 milijun tona plastike. Preko pola te plastike je gušće od vode, zbog čega ne tone. Jače plastike odolijevaju te otplove daleko na pučinu kamo ih odnose struje, sve dok se ne nakupe u prostirku izvan djelovanja struja. Ulaskom u divovski vrtlog prostirke, ne napuštaju ju više sve dok se ne raspadnu u mikroplastiku pod utjecajem sunca, erozije, valova i morskih organizama. Svi svjetski oceani imaju velike akumulacijske zone smeća. Na sjevernoj polutci su dvije koje se kreću u smjeru kazaljke na satu, na sjevernom Tihom oceanu (Istočni, Zapadni i u suptropskoj konvergencijskoj zoni) i sjevernom Atlantskom oceanu. Na južnoj polutci su tri i kreću se obrnuto od kazaljke na satu: u Indijskom oceanu, južnom Tihom i južnom Atlantskom oceanu. Na okretanje djeluju i termohalinska cirkulacija i Coriolisova sila.

## Vanjske poveznice
- The Independent
- e-sfera Biogeni i antropogeni procesi i oblici - Primjeri antropogenog djelovanja na izgled prostora
- Focus on Globalisation Plastic Island